# Paparazzo

Enzo Cerusico paparazzo in La dolce vita

Con il termine paparazzo si definiscono (a volte in modo dispregiativo) quei fotografi specializzati nel riprendere personaggi famosi in occasioni pubbliche o nella loro sfera privata, quasi sempre cercando le situazioni più particolari, più rare e più compromettenti (in modo da poterne ricavare più denaro).
Il termine è una parola d'autore creata e diffusasi grazie al film del 1960 La dolce vita di Federico Fellini, nel quale un fotografo (interpretato da Walter Santesso) che esercita questa professione si chiama Coriolano Paparazzo.
Fellini modellò il personaggio sui racconti di Carlo Riccardi, Tazio Secchiaroli, Matteo Ridolfi e Marcello Geppetti, celebri fotografi dei divi nella Roma degli anni sessanta.
È stato Rino Barillari, uno dei più celebri paparazzi di sempre, a valorizzare il termine "paparazzo", rendendolo definizione di una figura rispettabile del fotogiornalismo italiano.

## Origine del nome
(Ennio Flaiano, La solitudine del satiro)
Per la scelta del nome Fellini ed Ennio Flaiano, sceneggiatore del film, si ispirarono al personaggio di un libro di George Gissing che Fellini stava leggendo all'epoca: Coriolano Paparazzo era il nome del proprietario d'albergo che ospitò lo scrittore inglese a Catanzaro durante il viaggio in Italia del 1897 descritto in Sulla riva dello Jonio. Sull'origine del nome circolano, però, diverse versioni. Sembra che Fellini stesso si divertisse a raccontarla ogni volta in modo diverso.
In un'intervista rilasciata dopo l'uscita nelle sale de La dolce vita, Giulietta Masina, moglie di Fellini, disse di aver suggerito al marito questo termine inventato componendo "pappataci" e "ragazzi". Altri attribuiscono la paternità della parola paparazzo al solo Ennio Flaiano, che, descrivendo i fotografi, paragonò l'obiettivo della macchina fotografica all'apertura e chiusura delle valve delle vongole, "paparazze" in dialetto abruzzese, e per estensione al personaggio dietro la fotocamera. Tracciando una storia dell'uso di questa parola, si ricordi anche che nella storia a fumetti di Benito Jacovitti Pippo agli antipodi (1953) due minatori italiani viventi in Australia si chiamano Giuseppone e Giorgione Paparazzo.
Il termine "paparazzo" è stato utilizzato dalla stampa di tutto il mondo in occasione dell'incidente mortale di Lady Diana e Dodi Al-Fayed a Parigi nel 1997, causato da una corsa ad alta velocità nel tentativo di sfuggire a un gruppo di fotografi d'assalto. Il nome ha anche fornito il titolo ad alcuni film dedicati ai fotografi professionisti specializzati nella ricerca di foto intime dei divi.
Di fatto il termine è ormai associato alla figura del fotografo invadente e che cerca sempre di immortalare i VIP in ogni situazione, usato anche negli Stati Uniti e in genere in tutta l'America sia settentrionale che meridionale, dove viene usato sempre al plurale ("paparazzi"), anche quando si parla di un soggetto singolo.
Capostipite dei paparazzi a Roma e padre fondatore del fotogiornalismo italiano è da considerarsi certamente il fotografo Adolfo Porry Pastorel, testimone della belle époque ma anche autore delle foto di maggior di successo della dittatura (ad esempio la celebre serie di Mussolini durante "la battaglia del grano"), oltre che di foto "non ufficiali" e istantanee destinate a entrare nella memoria collettiva e spesso sequestrate dalla censura dell'epoca. Negli Stati Uniti il più famoso paparazzo è Ron Galella, noto per aver immortalato numerosi divi del cinema nella loro intimità, procurandosi anche diversi problemi giudiziari con alcune personalità come Jaqueline Kennedy e Marlon Brando.

## Nella musica
Il termine paparazzi, fra le altre, compare nelle seguenti canzoni:
- Sun King dei Beatles, contenuta nell'album Abbey Road del 1969.
- Paparazzi dei Jethro Tull, contenuta nell'album Under Wraps del 1984.
- Better of Two Evils di Marilyn Manson, contenuta nell'album The Golden Age of Grotesque del 2003.
- Stupid Girls di Pink (cantante) estratto dall'album I'm Not Dead del 2006.
- Paparazzi on Mopeds dei The Cranberries dall'album Bury the Hatchet.
- Piece of Me, singolo di Britney Spears che parla dell'oppressione dei fotografi e dei media in generale nei confronti della cantante statunitense.
- Privacy di Michael Jackson nella quale parla della sua privacy violata da fotografi e giornalisti che tentano, come narra il testo, di distorcere la realtà pur di fare uno scoop.
- Reach Out di Hilary Duff, contenuta nell'album Best of Hilary Duff.
- In Candyman, Christina Aguilera dice il termine paparazzi non poco dopo l'inizio della canzone, contenuta nell'album Back to Basics.
- Paparazzi, dall'album d'esordio della cantante statunitense Lady Gaga.
- Paparazzi, il primo singolo del rapper statunitense Xzibit, tratto dall'album At the speed of Life.
- Monster di Michael Jackson e 50 Cent, tratto dall'album Michael parla dei paparazzi e di Hollywood.
- all my friends di 21 Savage e Post Malone nella strofa dell'ospite viene usato questo termine; il pezzo è tratto dall'album i am > i was